# County Fingal
Fingal (irisch Fine Gall) ist eine Grafschaft in der Republik Irland. Es gehört nicht zu den 26 historischen Grafschaften des Landes, sondern entstand am 1. Januar 1994, als das County Dublin verwaltungstechnisch aufgeteilt wurde.

## Geschichte

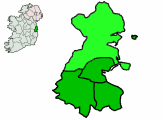
Das County Fingal

Der irische Name Fine Gall bedeutet „Stamm der Fremden“ und bezieht sich auf die wikingische Invasion Irlands.
Als Ortsname wird Fingal erstmals 1208 in einer Urkunde König Johanns von England erwähnt, mit der Walter de Lacy der Titel eines Lord of Fingal bestätigt wird. Durch den Local Government (Dublin) Act wurde 1993 die Einrichtung des County Fingal beschlossen, jedoch hat sich der offizielle Name bis heute im allgemeinen Sprachgebrauch noch nicht ganz etabliert. Oft ist auch vom North County Dublin die Rede. Seit 2001 ist Swords Verwaltungssitz von Fingal. Bis dahin hatte der Fingal County Council seinen provisorischen Sitz in Dublin.

## Geographie
Das County Fingal umfasst den Küstenstreifen nördlich der Stadt Dublin bis zum Fluss Delvin. Südlich erstreckt es sich bis zur Liffey und grenzt an die Countys Louth, Meath, Kildare und South Dublin. Zu Fingal gehören auch der internationale Flughafen Dublin und die Halbinsel Howth.

## Wirtschaft
Fingal ist Irlands bedeutendstes Zentrum für Gartenbau. Etwa 50 % der nationalen Gemüseproduktion und 75 % der landesweiten Gewächshausernte stammen aus dem County. Da die städtischen Ballungsgebiete (Blanchardstown, Swords etc.) stark expandieren, bleibt allerdings für die landwirtschaftliche Produktion immer weniger Raum. Viele Siedlungen dienen dabei hauptsächlich als Schlafstädte für die Hauptstadt Dublin. Außerdem spielt auch der Fischfang noch eine gewisse Rolle; Howth ist einer der wichtigsten Fischereihäfen an der Ostküste.

## Politik
Die Sitzverteilung im Fingal County Council nach der Kommunalwahl im Juni 2024 ist:
| Partei           | Sitze |
| ---------------- | ----- |
| Fine Gael        | 7     |
| Labour Party     | 7     |
| Fianna Fáil      | 6     |
| Sinn Féin        | 4     |
| Sozialdemokraten | 2     |
| PBPS             | 2     |
| Green Party      | 1     |
| Unabhängige      | 11    |

## Städte
Die größten Städte sind:
| Gemeinde       | Einwohner |
| -------------- | --------- |
| Blanchardstown | 63.120    |
| Swords         | 33.998    |
| Castleknock    | 21.457    |
| Balbriggan     | 21.722    |
| Malahide       | 14.937    |
| Rush           | 8.286     |
| Howth          | 8.196     |
| Skerries       | 9.535     |
| Portmarnock    | 8.979     |
| Donabate       | 5.499     |

(Stand: 2006)